# Elżbieta Wojnarowska
Elżbieta Wojnarowska (ur. 29 września 1953 w Jarocinie) – polska powieściopisarka, poetka, pieśniarka, autorka scenariuszy teatralnych i filmowych.

## Życiorys
Absolwentka Wydziału Biologii i Nauk o Ziemi Uniwersytetu Jagiellońskiego, doktor nauk przyrodniczych Instytutu Botaniki PAN w Krakowie. Ukończyła Wyższe Zawodowe Studium Scenariuszowe przy PWSFTviT w Łodzi. Przez dwa lata członkini Teatru STU. Współtworzyła klub piosenki „Przedsionek” przy klubie Pod Jaszczurami. Występowała też w Piwnicy pod Baranami, zapraszana przez Piotra Skrzyneckiego, który był jej artystycznym opiekunem. Wykonawczyni piosenek polskich kompozytorów: Zygmunta Koniecznego, Jana Kantego Pawluśkiewicza i Andrzeja Zaryckiego. Należy do Stowarzyszenia Pisarzy Polskich i Stowarzyszenia Twórczego POLART. Dziennikarka Miesięcznika Kraków. Animatorka kultury. Prowadzi spotkania z osobami ze świata kultury.
Oznaczenia
*2025 Odznaka honorowa Zasłużony dla Kultury Polskiej

## Ważniejsze nagrody
- 1969 – I nagroda oraz Nagroda Specjalna Konkursu Młodych Piosenkarzy w Krakowie
- 1980 – I nagroda w Ogólnopolskim Konkursie Poetyckim „O Laur Jabłoni 1980”
- 1981 – I nagroda w Turnieju Poetyckim „O Jaszczurowy Laur 1981”
- 1982 – laureatka Ogólnopolskiego Konkursu Poetyckiego „O Laur Liścia Akantu 1982”
- 1995 – laureatka nagrody Fundacji Młodego Kina oraz „Dialogu”. W tym roku zdobyła też I miejsce w polskiej edycji międzynarodowego konkursu na scenariusz filmowy o nagrodę Hartley-Merrill w USA
- 1997 i 1998 – laureatka Ogólnopolskiego Konkursu na Sztukę dla Dzieci i Młodzieży w Poznaniu (Kamienne Niebo – 1997, Okularnica – 1998)
- 2006 i 2007 – nagroda XII i XIII Ogólnopolskiego Konkursu Literackiego w Gorzowie Wielkopolskim.
- 2008 – stypendystka Ministra Kultury i Dziedzictwa Narodowego
- 2013 – stypendystka Ministra Kultury i Dziedzictwa Narodowego
- 2020 – Nagroda Literacka Kraków Miasto Literatury UNESCO 2020
- 2023 – Nagroda Literacka Kraków Miasto Literatury UNESCO 2023

## Publikacje
Dramaty:
- Urodziny – zrealizowany dla Telewizji Polskiej, reż. K. Nazar (1995)
- Kamienne niebo (1997)
- Okularnica – zrealizowany przez Mazowieckie Centrum Kultury i Sztuki, Warszawa (1998)
- Zawróceni – zrealizowany przez Mazowieckie Centrum Kultury i Sztuki, Warszawa (2000) oraz Teatr 38 przy Klubie pod Jaszczurami, Kraków (2006)

Proza:
- Pajęczyna – Kraków, Astra (1999) ISBN 83-912096-3-6
- Anemony – Poznań, Zysk i S-ka (2004) ISBN 83-7298-704-1, 8372987165, 8372987823
- Niekochani – Poznań, Zysk i S-ka (2005) ISBN 83-7298-789-0
- Wygnańcy raju – Poznań, Zysk i S-ka (2006) ISBN 978-83-7298-910-9
- Opowiadanie Sonata wigilijna, opublikowane w antologii Nasze polskie wigilie – Poznań, Zysk i S-ka (2006) ISBN 83-7506-029-1, 9788375060294
- Okularnica (powieść dla młodzieży) – Rzeszów, Podkarpacki Instytut Książki i Marketingu (2007) ISBN 83-89891-41-7, WAM (2013) 978-83-7767-816-9
- Marzenia i gwiazdy (powieść dla dzieci) – Rzeszów, Podkarpacki Instytut Książki i Marketingu (2008) ISBN 978-83-89891-66-2
- Pod bezkresnym niebem – Poznań, Zysk i S-ka (2009) ISBN 978-83-7506-375-2
- Sprzedawca czasu (baśń dla dzieci) – Kraków, WAM (2012) ISBN 978-83-7767-039-2
- Diabły – Kraków, WAM (2014) ISBN 978-83-277-0017-9
- Złota karawela – Kraków, WAM (2014) ISBN 978-83-277-0042-1
- Crime story Monidło – Birmingham, Wydawnictwo Książkowe Kasjas Publishing (2018) ISBN 978-0-244-07400-5
- Czternaście dni Honoraty – Warszawa, Wydawnictwo Lira (2020) ISBN 978-83-66503-14-4
- Światoodczucie – Kraków, Wydawnictwo Stowarzyszenie Pisarzy Polskich (2020) ISBN 978-83-957581-1-9
- To nie jest raj dla dzikich zwierząt – Kraków, Księgarnia Akademicka (2021) ISBN 978-83-8138-386-8
- Córeczka – Kraków, Księgarnia Akademicka (2021) ISBN 978-83-8138-472-8
- Janeczka – Kraków, Księgarnia Akademicka (2021) ISBN 978-83-8138-500-8
- Światoodczucie II - Kraków, Wydawnictwo Stowarzyszenie Pisarzy Polskich (2023) ISBN 978-83-967934-0-9

Scenariusze filmowe:
- Pielgrzymka (1994)
- Był kiedyś raj (1995)
- Ptakon (1998)
- dwa odcinki serialu Złotopolscy – nr 79, 80 (1998).

Tomiki poetyckie:
- Tyle we mnie kobiet – Kraków, Oficyna Literacka (1991) ISBN 83-85158-25-1
- Kosmogonia miłosna – Poznań, Zysk i S-ka (2005) ISBN 83-7298-773-4
- Erotyki i inne wiersze – Rzeszów, Podkarpacki Instytut Książki i Marketingu (2009) ISBN 978-83-61746-18-8
- Сделано в Полъше – век XX, antologia poezji polskiej (wybór i przekład Andriej Bazylewski). Wiersz na str. 806, Нeжно как золомыие ластоцки... – Москва, Wahazar (2009) ISBN 5-88190-041-3
- Route 66 – Kraków, Krakowska Biblioteka SPP (2017) ISBN 978-83-946874-2-7
- Światoczułość - Warszawa, Wydawnictwo Stowarzyszenie Pisarzy Polskich (2023) ISBN 978-83-965523-0-3